# Liu Yifei
Crystal Liu, nascuda An Feng, més coneguda com a Liu Yifei —劉亦菲 en xinès— (Wuhan, 25 d'agost de 1987) és una actriu i cantant xinoestatunidenca. És coneguda per interpretat el paper de Mulan a l'adaptació de 2020 de la companyia Walt Disney Pictures.
El 16 d'agost de 2019, el seu suport a la policia xinesa durant les manifestacions en favor de la democràcia a Hong Kong van generar una onada de protesta amb una crida al boicot de la futura pel·lícula a Twitter sota l'etiqueta #BoycottMulan.

## Pel·lícula
- 2002: The Story of a Noble Family (TV)
- 2003: Demi-Gods and Semi-Devils (TV)
- 2004: Love of May
- 2004: The Love Winner
- 2005: Chinese Paladin (TV)
- 2006: The Return of the Condor Heroes (TV)
- 2006: Abao's Story
- 2008: The Forbidden Kingdom
- 2010: Love In Disguise
- 2011: White Vengeance
- 2011: A Chinese Ghost Story
- 2012: The Four
- 2012: Assassins
- 2013: The Four II
- 2014: The Four III
- 2014: Outcast
- 2015: The Third Way of Love
- 2015: Night Peacock
- 2016: So Young 2: Never Gone
- 2017:The Chinese Widow
- 2017: Hanson and the Beast
- 2017: Once Upon a Time
- 2020: Mulan